# Роберт фон Кош
Роберт (фон) Кош (нім. Robert von Kosch) — німецький воєначальник, генерал піхоти, учасник Першої світової війни.

## Біографія
22 квітня 1912 року фон Коша призначили командиром 10-ї піхотної дивізії у Познані. На чолі цієї частини він вступив у Першу світову війну. 8 жовтня 1914 року змінив генерала Германа фон Франсуа на посаді командира 1-го армійського корпусу. Більшість його військової кар'єри пройшла на Східному фронті Першої світової.
20 лютого 1915 року був нагороджений орденом Pour le Merite, а 27 листопада 1915 року отримав до нього дубові гілки. З 11 червня 1915 командир 10-го резервного корпусу. Наприкінці лютого 1916 року був у Верденській битві. 18 серпня був підвищений до генерала піхоти. 28 серпня 1916 року поставлений на чолі 52-го генерального командування (підлеглі йому частини з 28 серпня 1916 року по 19 січня 1918 носили назву Дунайської армії). Успішно керував операціями проти слабкої румунської армії. 1 травня-1 червня 1917 року — виконувач обов'язків командувача 9-ї армії, що брала участь у бойових діях проти Румунії.
Після розпуску Дунайської армії у березні 1918 року брав участь у діях в Україні та боротьбі проти Червоної армії. Був командувачем 52-го армійського корпусу у складі двох дивізій та долучених частин під час Кримської операції, вів переговори з Петром Болбочаном на півострові. 30 квітня захопив залишки Чорноморського флоту. 1 травня 1918 року призначений командувачем військ у Тавриді й Криму, де урядом був Кримський крайовий уряд. На цій посаді 6 серпня отримав Орден Червоного орла з дубовим листям і мечами. Після закінчення війни він прийняв командування Східною прикордонною вартою, що по суті означало всі сили на схід від Берліну, а 10 січня 1919 року звільнився з військової служби.